# Ells
Ells (títol original francès: Ils) és una pel·lícula de terror franco-romanesa del 2006 dirigida per David Moreau i Xavier Palud. Segons una targeta de títol a l'inici de la pel·lícula, està "basada en fets reals". Ha estat doblada al català.
Olivia Bonamy interpreta a Clementine, una jove mestra que recentment s'ha traslladat de França a una remota però idíl·lica casa de camp prop de Bucarest, Romania, amb el seu amant Lucas interpretat per Michaël Cohen. La seva vida pacífica es converteix en una lluita per la supervivència quan són atacats per misteriosos atacants.

## Argument
Una mare i una filla condueixen per una carretera rural deserta de nit mentre tenen una discussió i xoquen el seu vehicle. La mare surt del cotxe a revisar el motor però desapareix. La filla la crida, però la seva crida es repeteix des del bosc amb una suau veu xiuxiueja. La filla intenta trucar a la policia però mor estrangulada.
L'endemà, Clémentine passa per davant del vehicle accidentat. Aquella nit, la desperta la música de fora. Investiga amb el seu xicot Lucas i veu que el seu cotxe ha estat allunyat de casa. Quan Lucas s'hi acosta, el cotxe s'allunya. Aleshores, Lucas troba la televisió encesa i l'aixeta oberta. Llança un atiador a un intrús i trenca el vidre de la porta, la seva cama queda empalada per un gran fragment en el procés. Ell i la Clémentine es tanquen al bany de dalt. Clémentine s'enfila a les golfes per trobar una via d'escapament. Un dels intrusos l'agafa però ella l'empeny des d'un balcó. La parella fuig de la casa, tancant a dins el segon intrús.
La parella coixeja cap al bosc només per trobar-se amb una tanca. A causa de la seva lesió, Lucas no pot pujar-hi. S'amaga entre els arbustos mentre la Clementine es dirigeix a buscar ajuda. Ella veu la llum de dues llanternes i s'adona que els intrusos l'estan atrapant. Troba el seu cotxe però s'enfronta als intrusos. Lucas sent els crits de la Clémentine i troba el cotxe. Mata un dels atacants i descobreix que és un adolescent. Ell segueix els seus crits i troba un forat. A les clavegueres, Clémentine està sent torturada per un altre adolescent mentre un nen més jove s'asseu a prop i li diu al torturador que s'aturi. Lucas mata l'adolescent i amb l'ajuda del nen més petit, els dos s'escapen per la xarxa de clavegueram. Aleshores, el nen s'enfronta a ells i la Clémentine mira horroritzada com s'arrossega en Lucas. Quan ella està a punt de matar el nen, ell li pregunta: "Per què no jugues amb nosaltres?" La Clementina també és arrossegada.
La pel·lícula acaba amb un grup de quatre nens encaputxats sortint del bosc i corrent cap a un autobús. El text a la pantalla explica que els cossos de Clémentine i Lucas es van trobar cinc dies després i que els assassins eren nens d'entre 10 i 15 anys. A l'interrogatori, el més jove del grup va explicar els fets d'aquella nit com "Ells no jugarien amb nosaltres".

## Repartiment
- Olivia Bonamy com a Clémentine
- Michaël Cohen com a Lucas
- Adriana Mocca com a Ilona
- Maria Roman com a Sanda
- Camelia Maxim com a Maria

S'ha anunciat que la pel·lícula està "basada en fets reals". La "història real" en què suposadament es basa la pel·lícula és la d'una parella austríaca que va ser assassinada per tres adolescents mentre estaven de vacances a la República Txeca, però no ha sorgit cap evidència concreta que demostri aquesta història.
La pel·lícula es va rodar en 30 dies. Segons Moreau, Olivia Bonamy havia patit claustrofòbia i, per tant, durant l'escena on el seu personatge Clémentine s'arrossega pels estrets túnels, gran part de la seva actuació va ser la seva por genuïna d'estar en espais reduïts.
Fins i tot si la qualitat de la imatge i la manera de rodar poden fer recordar la pel·lícula The Blair Witch Project, els directors neguen haver-se inspirat en ella.

## Recepció
A Rotten Tomatoes, la pel·lícula té una puntuació d'aprovació del 63% basada en 51 ressenyes, amb una mitjana ponderada de 6,1/10. El consens crític del lloc diu: "Suspens i tens des del principi fins al final, la pel·lícula de terror francesa Them demostra que la manca de gore no significa una mort d'ensurts."